# Александру Иоан Куза (село)
Алекса́ндру Иоа́н Ку́за (рум. Alexandru Ioan Cuza) — село в Кагульском районе Молдавии. Относится к сёлам, не образующим коммуну.

## История
Болгарская колония Хаджи-Абдул была образована в начале XIX века на месте пепелища турецкого поселения под одноимённым названием.
В 1834 году Хаджи-Абдул становится центром объединённого Кагульско-Прутского колонистского округа. В селе имелись обширный общественный сад на правом берегу Кагула, каменная церковь, 6302 десятин земли. Несмотря на статус болгарской колонии население было представлено лишь молдаванами (856 человек в 140 семействах).
21 декабря 1960 года село переименовано в «Суворово».
В 1990 году село было названо в честь первого правителя объединённой Румынии Александру Иоан Куза.

## География
Село расположено на высоте 38 метров над уровнем моря.
Село не имеет общих границ с основной территорией Кагульского района, являясь его эксклавом.

## Население
По данным переписи населения 2004 года, в селе Александру Иоан Куза проживает 2653 человека (1277 мужчин, 1376 женщин).
Этнический состав села:
| Национальность | Число жителей | Процентный состав |
| -------------- | ------------- | ----------------- |
| молдаване      | 2392          | 90,16             |
| румыны         | 114           | 4,3               |
| гагаузы        | 76            | 2,86              |
| русские        | 25            | 0,94              |
| украинцы       | 23            | 0,87              |
| болгары        | 15            | 0,57              |
| прочие         | 8             | 0,3               |
| Всего          | 2653          | 100 %             |

## Археология
Скипетры с навершиями в виде лошадиных голов из погребениях новоданиловской группы из молдавского села Суворово и Касимчи имеют аналоги в Молдавии, Южной Румынии, Трансильвании, Болгарии и Македонии. В. А. Сафронов связал, присутствие зооморфных каменных скипетров, с продвижением уже дезинтегрированных индоевропейских групп из районов Центральной Европы на восток до Поволжья и Северного Кавказа и датировал эту миграцию этапом Триполья В2/С1. Скипетр из Суворово изображён в натуралистической манере. Голова эквида из Суворово очень похожа на голову эквида с серебряного майкопского кубка, на котором выгравирован либо онагр, либо лошадь Пржевальского, так как хвост у него заканчивается кисточкой. Совсем нет уверенности, что прообразом скипетра из Суворово была домашняя лошадь и что он был свидетельством её приручения.